# 80
80 ou 80 d.C. foi um ano bissexto da Era de Cristo, no século I que teve início a um sábado e terminou a um domingo, de acordo com o Calendário Juliano. as suas letras dominicais foram B e A. Segundo o horóscopo chinês, foi o ano do Dragão.
| Ano completo                      |
| --------------------------------- |
| Ano bissexto com início ao sábado |

## Eventos
- Grande incêndio em Roma.
- Inaguração do incompleto Coliseu de Roma por Tito Flávio.